# Muscar regal
Muscarul regal (Onychorhynchus coronatus) este o specie de muscar din familia Tityridae. Pasărea dispune de o creastă ciudată, viu colorată, care poate fi văzută foarte rar, deregulă doar în ritualurile de împerechere și .

## Caracteristici

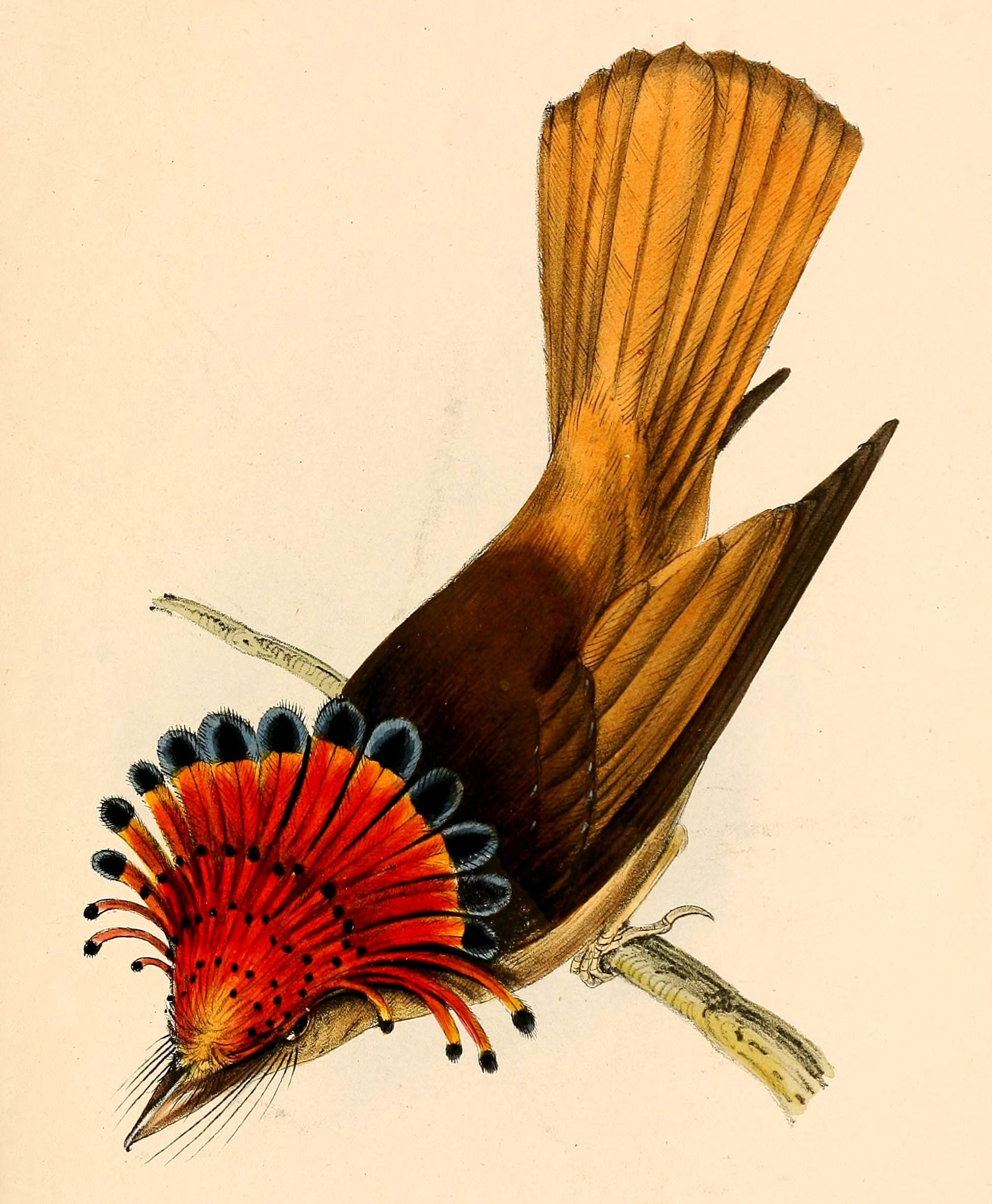

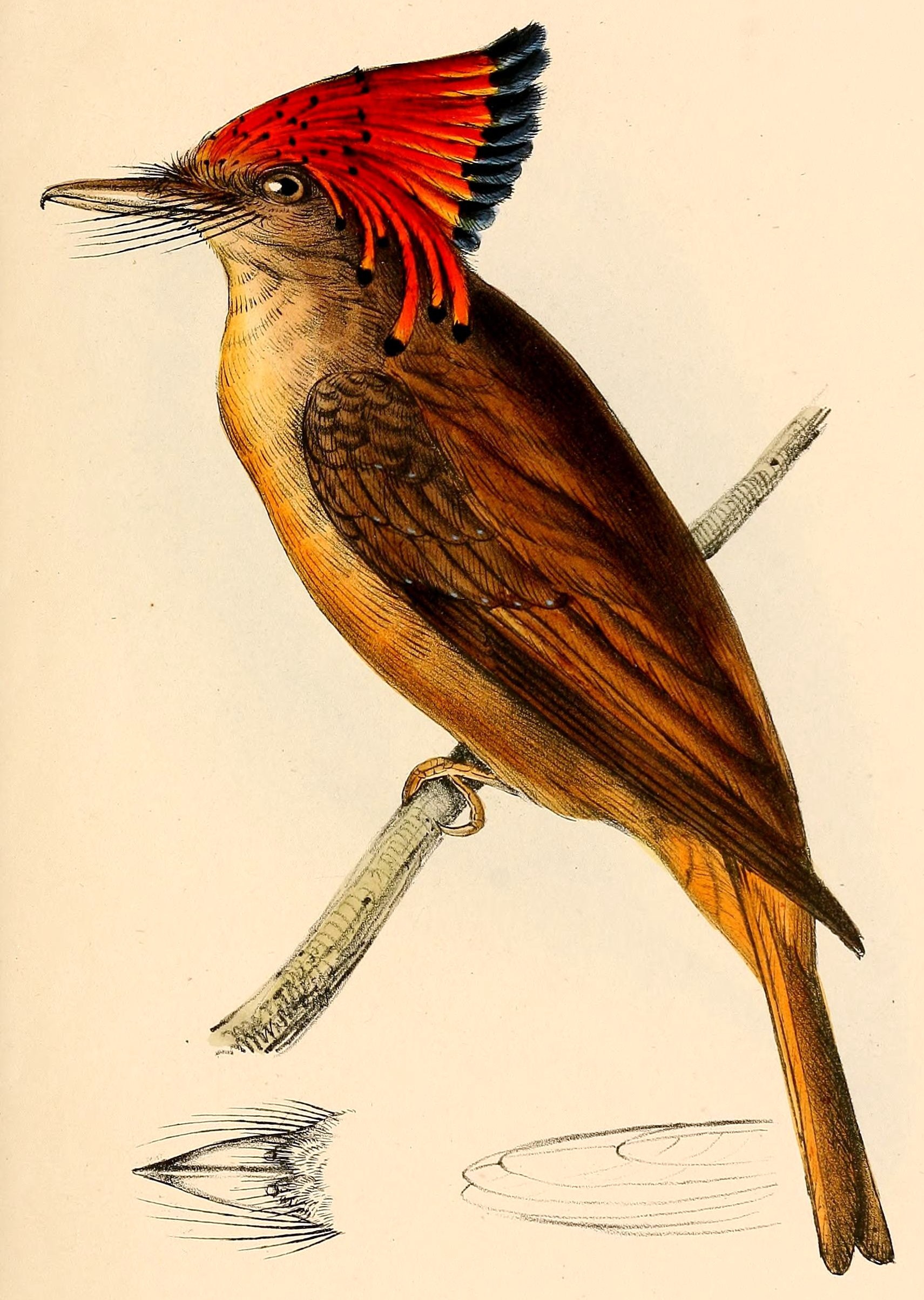

El se hrănește cu insecte, în special zburătoare. 
Mărimea este de 15-17 cm.
Răspândire: America Centrală și de Sud.

## Taxonomie
- Muscar regal (Onychorhynchus coronatus)
  - Onychorhynchus (coronatus) coronatus
  - Onychorhynchus (coronatus) mexicanus
  - Onychorhynchus (coronatus) occidentalis
  - Onychorhynchus (coronatus) swainsoni